# Rangersdorf
Rangersdorf è un comune austriaco di 1 737 abitanti nel distretto di Spittal an der Drau, in Carinzia.